# Nira (instrument)
La nira est un instrument de musique à vent à six ou huit trous utilisé au Maroc. C'est une flûte en roseau à embouchure terminale.